# Palaina pusilla
Palaina pusilla é uma espécie de gastrópode da família Diplommatinidae.
É endémica de Palau.